# Emoia ahli
Emoia ahli este o specie de șopârle din genul Emoia, familia Scincidae, descrisă de Robert M. Vogt în anul 1932. Conform Catalogue of Life specia Emoia ahli nu are subspecii cunoscute.